# 7728 Giblin
7728 Giblin è un asteroide della fascia principale. Scoperto nel 1977, presenta un'orbita caratterizzata da un semiasse maggiore pari a 2,7978589 UA e da un'eccentricità di 0,1070314, inclinata di 3,39932° rispetto all'eclittica.
L'asteroide è dedicato al fisico britannico Ian Giblin.